# Embajada de Colombia en Argentina
La Embajada de Colombia en Buenos Aires es la misión diplomática de la República de Colombia a la República Argentina. Se encuentra ubicado en el barrio de Retiro en Buenos Aires, cerca del palacio San Martín, Patio Bullrich, y el Museo de Arte Hispanoamericano Isaac Fernández Blanco, precisamente en el 1363 de la calle Carlos Pellegrini.
El jefe de misión de la embajada y el máximo representante de la República de Colombia ante la República Argentina es el actual embajador extraordinario y plenipotenciario de la República de Colombia acreditado en todo el territorio de la República Argentina, su eminencia el excelentísimo señor embajador Camilo Romero, La Vicejefa de misión, que en el caso de una ausencia del excelentísimo Señor embajador extraordinario Y plenipotenciario cumplirá con el cargo de jefe de misión adjunto o como embajador interino. La actual primera secretaria de la misión y tercera dentro de la orden de precedencia de la embajada de Colombia en Argentina, es la Excelentísima señora Sandra Marcela Torres Forero.
La embajada se encarga de representar los intereses del Presidente y del Gobierno de Colombia, la mejora de las relaciones diplomáticas entre Colombia y los países acreditados, promoción y mejora de la imagen y el prestigio de Colombia en los países acreditados, la promoción de la Cultura de Colombia, fomentar y facilitar el turismo desde y hacia Colombia, y garantizar la seguridad de los colombianos en el exterior.
La Embajada está ubicada en la tercera planta del edificio; allí también se encuentra el Consulado General de Brasil en Buenos Aires en la quinta planta del edificio.